# Labenne
Labenne (okzitanisch: La Vena) ist eine französische Gemeinde mit 7095 Einwohnern (Stand: 1. Januar 2022) im Département Landes in der Region Nouvelle-Aquitaine. Labenne gehört zum Arrondissement Dax und zum Kanton Pays Tyrossais. Die Einwohner werden Labennais(es) genannt.

## Geographie
Die Gemeinde liegt unmittelbar an der Atlantikküste. Durch die Gemeinde fließen der Boudigau und der Anguillère. Umgeben wird Labenne von den Nachbargemeinden Capbreton im Norden, Bénesse-Maremne im Nordosten, Orx im Osten, Saint-André-de-Seignanx und Saint-Martin-de-Seignanx im Südosten sowie Ondres im Süden.
Durch die Gemeinde führt die Autoroute A63. Der Bahnhof liegt an der Bahnstrecke Bordeaux–Irun.

## Bevölkerungsentwicklung
| Jahr      | 1962 | 1968 | 1975 | 1982 | 1990 | 1999 | 2006 | 2017 |
| Einwohner | 1256 | 1422 | 1753 | 2120 | 2884 | 3345 | 4302 | 6616 |

## Sehenswürdigkeiten
- Kirche Saint-Nicolas de Labenne aus dem 19. Jahrhundert
- Kapelle Sainte-Thérèse
- Strand von Labenne
- Reste der Radarstation des Atlantikwalls

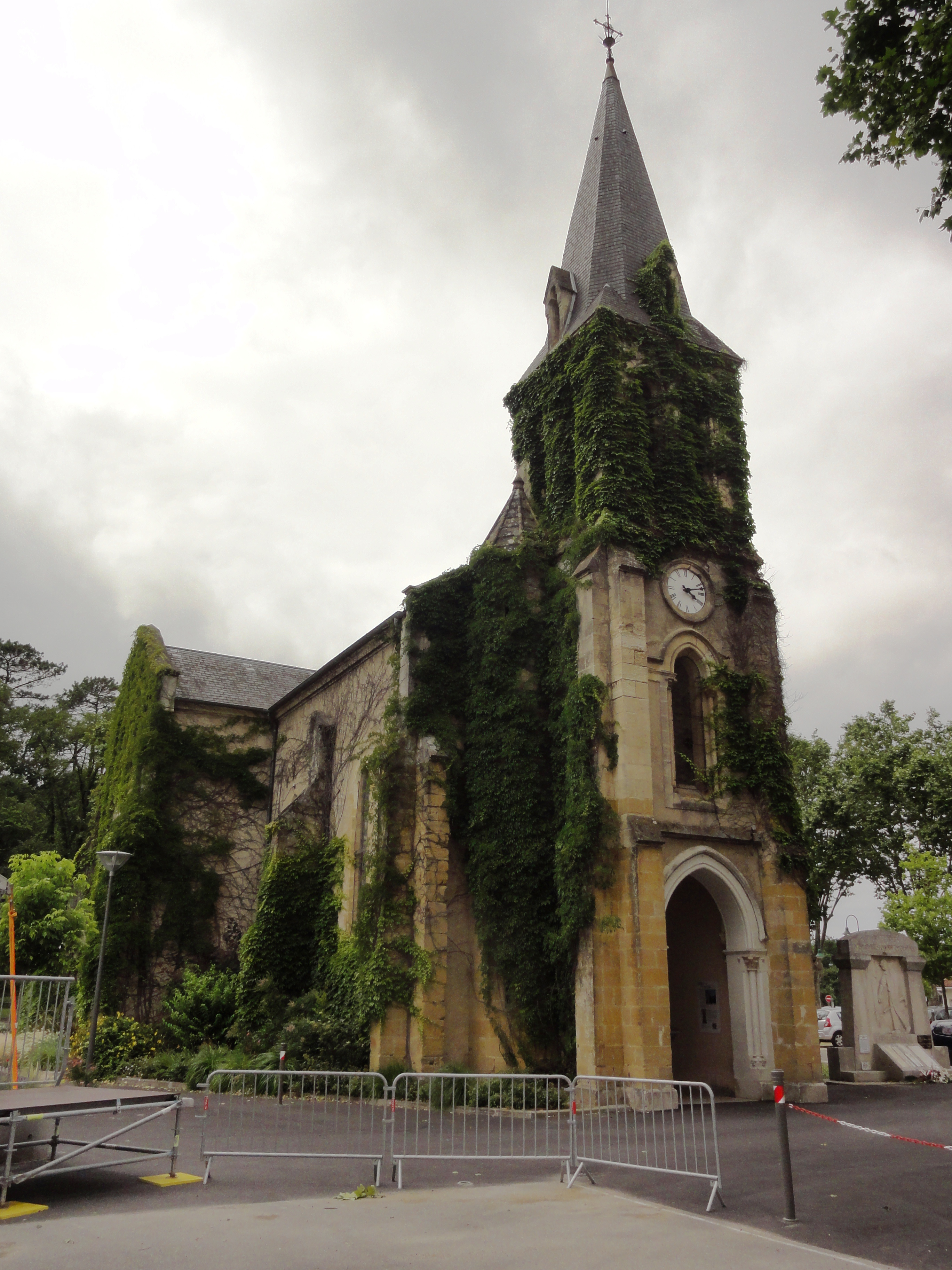
Kirche Saint-Nicolas
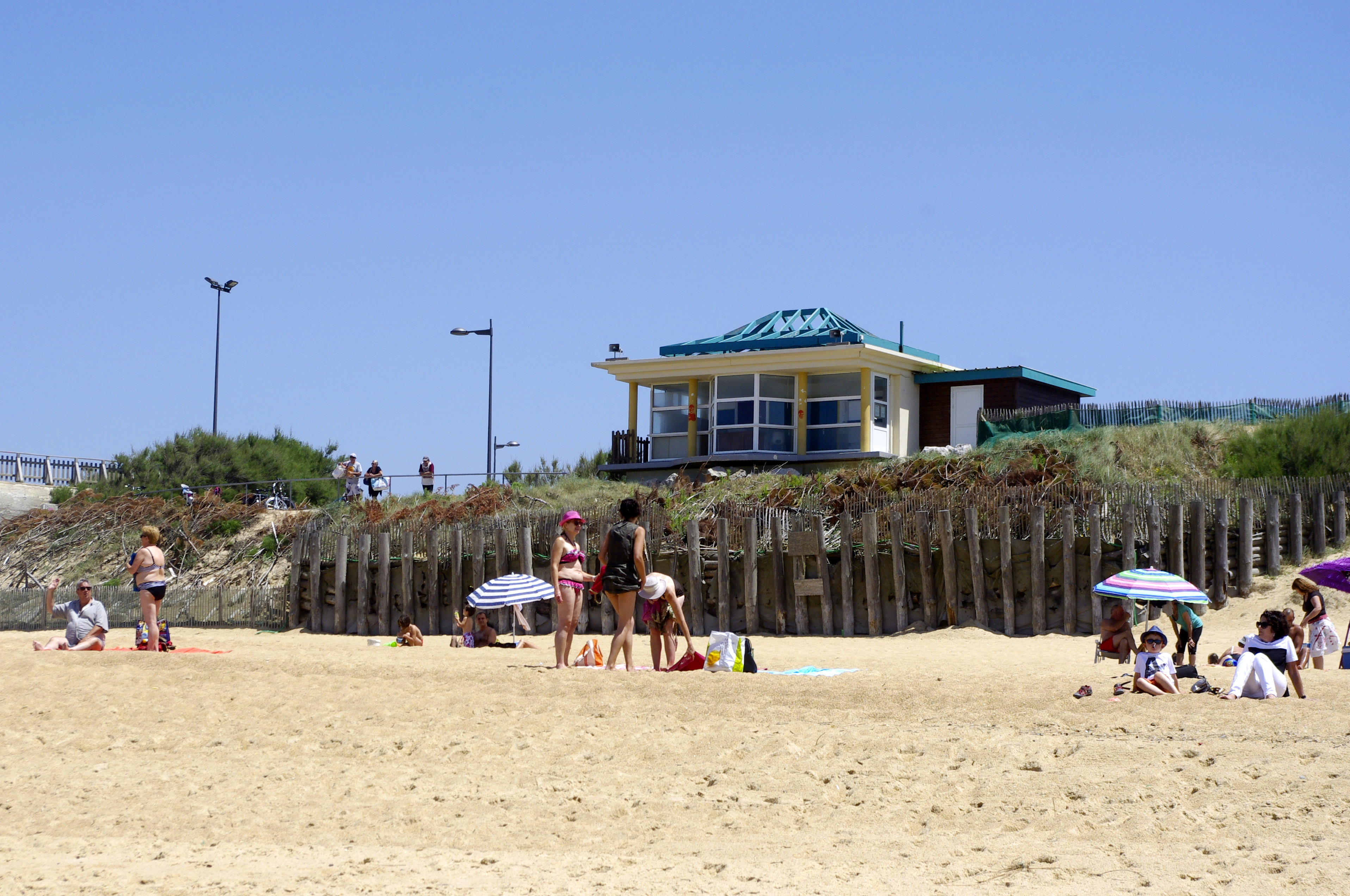
Strand in Labenne-Océan